# Ciclismo en 2006
2006 fue un año de cambio en el ciclismo internacional a causa de la retirada del norteamericano Lance Armstrong, lo cual presentaba una temporada más abierta, sobre todo respecto al Tour de Francia.
Este fue el segundo año de funcionamiento del UCI ProTour. A principios de año, hubo una serie de disputas entre los organizadores de las Grandes Vueltas y la UCI que amenazaron con la escisión de los primeros del UCI ProTour, si bien finalmente se alcanzó un acuerdo.

## Fichajes y movimientos destacados

### Ciclistas
- Lance Armstrong se retira del ciclismo activo
- Alexandre Vinokourov fichó por Liberty Seguros Wurth
- Francisco Mancebo fichó por Ag2r
- Alessandro Petacchi y Erik Zabel ficharon por Domina Vacanze
- Gilberto Simoni fue traspasado al Quick Step

### Equipos
- El equipo Fassa Bortolo desapareció
- El equipo Domina Vacanze quedó fuera del UCI ProTour
- Ag2r y Team Milram entraron en el UCI ProTour

## Resultados

### Enero
La primera carrera de nivel del año fue el Tour Down Under, disputado entre el 17 y el 22 de enero en Australia. Simon Gerrans, del equipo Ag2r se impuso en la clasificación general por delante del español Luis León Sánchez, del Liberty Seguros. Carlos Barredo, también de Liberty, logró la victoria en la tercera etapa.

### Febrero
El ciclista belga Tom Boonen se adjudicó el Tour de Catar con cuatro triunfos de etapa.
Del 5 al 9 de febrero se disputó la Challenge de Mallorca, que se adjudicó David Bernabéu, del Comunidad Valenciana, junto a un triunfo de etapa. Isaac Gálvez, del Caisse d'Epargne, venció en dos etapas.
Cyril Dessel venció en la primera carrera por etapas que se disputó en Francia, el Tour del Mediterráneo. Iván Gutiérrez ganó la segunda etapa.
Carlos García Quesada ganó la Vuelta a Andalucía, que se disputó durante la segunda quincena de febrero.
En Estados Unidos, Floyd Landis ganó su primera carrera del año, el Tour de California.
Antonio Colom, del Caisse d'Epargne, se llevó la victoria en la Vuelta a la Comunidad Valenciana tras vencer en la etapa reina.
A finales de febrero se disputaron las dos primeras clásicas de primavera: el 25 de febrero el circuito Omloop Het Volk, en el que venció el belga Philippe Gilbert, y el día 26 la Kuurne-Bruselas-Kuurne, en la cual ganó otro belga, Nick Nuyens.

### Marzo
Santos González se impuso en la Vuelta a Murcia, que se disputó del 1 al 5 de marzo.
El 4 de marzo se disputó la Milán-Turín, en la que venció el ciclista español Igor Astarloa.
La París-Niza abrió, del 5 al 12 de marzo, el UCI ProTour 2006. Julich, Boonen (3), Vila, Rodríguez, Kashechkin y Zberg lograron triunfos de etapa. La clasificación general fue para Landis, por delante de Vila y Colom. Moncoutié ganó la clasificación de la montaña y Sánchez, la de los puntos.
Al mismo tiempo, del 8 al 14 de marzo, se disputó la Tirreno-Adriático. El neerlandés Thomas Dekker, del equipo Rabobank, se impuso en la clasificación general, Alessandro Petacchi en la clasificación por puntos y José Joaquín Rojas en la de la montaña. Bettini (2), Hushovd, Freire, Cancellara, Bertagnolli y Petacchi se repartieron los triunfos de etapa.
El 18 de marzo se disputó el primer monumento de la temporada, la Milán-San Remo. Filippo Pozzato, de Quick Step, se llevó la victoria contra todo pronóstico por delante de otros favoritos como Petacchi o Boonen.
Tom Boonen venció por tercer año consecutivo en el E3 Prijs Vlaanderen disputado en Bélgica.
Entre el 25 y el 26 de marzo, se celebró el Critérium Internacional. El italiano Ivan Basso se adjudicó la victoria tras ganar una de las etapas. Erik Dekker, de Rabobank, y José Alberto Martínez, de Agritubel, ganaron las otras dos etapas.

### Abril
El segundo monumento de la temporada, el Tour de Flandes, se disputó el 2 de abril. Esta vez sí, Tom Boonen se llevó la victoria.
Del 3 al 7 de abril se celebró en España la Vuelta al País Vasco. José Ángel Gómez Marchante ganó la clasificación general en una carrera en la que Valverde, Sánchez (2), Freire, Voeckler y el propio Marchante lograron triunfos de etapa. Valverde terminó como vencedor de la clasificación por puntos y Dupont hizo lo propio en la de la montaña.
Thor Hushovd triunfó en la clásica belga Gante-Wevelgem.
El 9 de abril se corrió una nueva edición de la dura París-Roubaix, con un recorrido de 259 km. El suizo Cancellara, con una escapada en los últimos kilómetros, se llevó la victoria, por delante de Boonen y Ballan. El español Juan Antonio Flecha terminó cuarto.
La siguiente carrera del ProTour, la Amstel Gold Race, fue ganada por el luxemburgués Frank Schleck.
Entre el 18 y el 23 de abril, en Estados Unidos tuvo lugar el Tour de Georgia, en el cual volvió a triunfar el estadounidense Landis.
Alejandro Valverde se impuso al sprint en la Flecha Valona, batiendo a Samuel Sánchez y a Karsten Kroon.
Cuatro días después, repitió victoria en la Lieja-Bastoña-Lieja, por delante en esta ocasión de los italianos Bettini y Cunego.
Durante la última semana del mes de abril, aconteció la celebración del Tour de Romandía en tierras suizas. Cadel Evans, del Davitamon, se adjudicó la clasificación general por delante de Contador y Valverde. Savoldelli, McEwen, Horner, Contador, Valverde y el propio Evans se repartieron las victorias parciales.

### Mayo
En el mes de mayo tuvo lugar la primera de las tres Grandes Vueltas: el Giro de Italia. Ivan Basso se adjudicó la clasificación general, por delante del español José Enrique Gutiérrez y el italiano Gilberto Simoni. Bettini se impuso en la clasificación por puntos y Gárate, ganador también de una etapa, en la de la montaña. Además del triunfo de Gárate, Joan Horrach también logró un triunfo de etapa.
El 6 de mayo Jan Hruška venció en la Clásica de Alcobendas.
En la semana del 15 al 21 de mayo se disputó la Volta a Cataluña, que ganó el ciclista de Saunier Duval David Cañada, por delante de Botero y Moreau. Este último también ganó la clasificación de la montaña, mientras la clasificación por puntos fue para Thor Hushovd.
También durante la disputa del Giro de Italia se celebró la Vuelta a Bélgica, que ganó el neerlandés Maarten Tjallingii.
Entre finales de mayo y principios de junio tuvo lugar una nueva edición de la Euskal Bizikleta, que se adjudicó Koldo Gil. David Herrero, segundo clasificado, ganó la clasificación por puntos, y Unai Etxebarría, la de la montaña.

### Junio
El estadounidense de Gerolsteiner Levi Leipheimer se impuso en el Dauphiné Libéré, por delante de Moreau y Kohl. Mancebo venció en la clasificación por puntos y Moreau en la de la montaña. Las etapas se las repartieron entre Zabriskie (2), Wegmann, Gilbert, Menchov, Turpin, Mayo y Hushovd.
Tom Boonen venció el día 7 de junio en la clásica neerlandesa Veenendaal-Veenendaal.
Entre el 10 y el 18 de junio tuvo lugar la Vuelta a Suiza. Jan Ullrich, en plena preparación de cara al Tour, ganó la competición, quedando Gil en segundo lugar y Jaksche, tercero. Bennati, del equipo Lampre, se impuso en la clasificación por puntos, y Albasini, de Liquigas, en la de la montaña. Boonen, Contrini, Nuyens, Vicioso, Morabito, Gil, Freire, Contador y Ullrich lograron triunfos de etapa.
El día 14 se celebró en Asturias la Subida al Naranco, que ganó Fortunato Baliani.
La contrarreloj por equipo del ProTour, disputada en Eindhoven, fue ganada por el Team CSC.
Durante este mes tuvo lugar en España la llamada Operación Puerto, una operación contra el dopaje en el ciclismo en la cual se vieron implicadas varias personalidades del mundo ciclismo, entre ellas Manolo Saiz, director deportivo del Liberty Seguros. El Tour de Francia, preocupado por los sucesos, denegó la invitación al Liberty Seguros, razón entre otras por la que el equipo perdió a su principal patrocinador. Semanas más tarde, Astaná, un patrocinador kazajo, se hizo cargo del equipo. Sin embargo, el equipo no participó en el Tour. Otros ciclistas favoritos a la victoria, como Jan Ullrich o el reciente vencedor del Giro Ivan Basso, tampoco acudieron a la ronda francesa.
Una semana antes del comienzo del Tour de Francia, se disputaron los campeonatos nacionales de contrarreloj y de ruta de los respectivos países:
| País         | Campeón CRI        | Campeón de ruta |
| ------------ | ------------------ | --------------- |
| Alemania     | Sebastian Lang     | Dirk Müller     |
| Austria      | Peter Luttenberger | Bernhard Kohl   |
| Bélgica      | -                  | Nico Eekhout    |
| España       | Antonio Tauler     | -*              |
| Francia      | Sylvain Chavanel   | Florent Brard   |
| Italia       | Mario Bruseghin    | Paolo Bettini   |
| Países Bajos | Stef Clement       | Michael Boogerd |
| Polonia      | Piotr Mazur        | Mariusz Witecki |
| Suiza        | Fabian Cancellara  | Grégory Rast    |

*Los participantes españoles se detuvieron en bloque a 3 km de la meta como medida de protesta por las recientes acusaciones de dopaje, boicoteando la carrera. El vencedor del año anterior, Juan Manuel Gárate, retuvo el campeonato
Entre el 27 de junio y el 1 de julio se disputó la 14.ª edición de la Grande Boucle. La británica Nicole Cooke se impuso con claridad a la francesa Maryline Salvetat, segunda, y a la rusa Tatsiana Sharakova, tercera.

### Julio
Del 30 de junio al 9 de julio se celebró el 17º Giro de Italia femenino, en el que se impuso la lituana Edita Pucinskaite, por delante de la suiza Nicole Brändli y la sueca Susanne Ljungskog. Pucinskaite se adjudicó también la clasificación de la montaña y Ljungskog, la de los puntos.
El 1 de julio dio comienzo uno de los Tours más descafeinados de los últimos años, entre cuya participación no se contaba a ningún ganador anterior. Floyd Landis se impuso con méritos propios en la ronda francesa, con Óscar Pereiro en segunda posición y Andreas Klöden, tercero. Sin embargo, pocos días después, saltó la noticia y Landis fue acusado de dopaje. Tras el contraanálisis, que dio positivo, Phonak rescindió el contrato de Landis, que perdió el Tour en beneficio de Pereiro, a falta de la confirmación oficial. Con la descalificación del estadounidense, Sastre se aupó a la tercera posición. Michael Rasmussen ganó por segundo año consecutivo la clasificación de la montaña, y McEwen, la de los puntos. Óscar Freire (2) y Juanmi Mercado fueron los únicos españoles que ganaron etapas.
La edición 2006 de la Vattenfall Cyclassics fue ganada al sprint por el español Óscar Freire, que se impuso en meta a Zabel y Pozzato.

### Agosto
Durante la primera semana de agosto tuvo lugar la Vuelta a Alemania, prueba valedera para el UCI ProTour. El local Jens Voigt, del Team CSC, se impuso en la clasificación general, por delante de Leipheimer y Kashechkin.
Durante los mismos días se disputó la Vuelta a Dinamarca, que se adjudicó Cancellara, también del CSC.
El italiano Giuliano Figueras ganó la clásica de un día del Giro de Lazio.
Iban Mayo, del Euskaltel-Euskadi, venció en la Vuelta a Burgos.
La próxima carrera del ProTour fue la clásica de San Sebastián, celebrada el 12 de agosto y ganada contra todo pronóstico por el ciclista Xavier Florencio, del Bouygues Télécom.
Al día siguiente se disputó la Subida a Urkiola, que ganó Iban Mayo.
Del 16 al 23 de agosto se celebró el Eneco Tour, en el que venció Stefan Schumacher, del Gerolsteiner.
El día 27 se disputó el GP Ouest-France, que ganó Vincenzo Nibali batiendo al sprint al español Juan Antonio Flecha.
La tercera y última Gran Vuelta de tres semanas da el pistoletazo de salida el 26 de agosto. La Vuelta a España vivió un apasionante duelo entre los españoles Valverde y Sastre y los kazajos Vinokourov y Kashechkin. Finalmente, fue Vinokourov quien venció en la ronda española. Hushovd se llevó el maillot de la clasificación por puntos y el vasco Egoi Martínez, el de la montaña.

### Septiembre
En la primera semana de septiembre tuvo lugar el Tour de Polonia, que se adjudicó el alemán Schumacher por delante de Evans y Ballan.
A finales de septiembre se celebraron los Campeonatos del Mundo de ciclismo. Fabian Cancellara se llevó la medalla de oro en la prueba contrarreloj, Zabriskie la plata y Vinokourov, el bronce. En la prueba de ruta, Paolo Bettini se adjudicó el oro por delante de Zabel, plata, y Valverde, bronce.
En la categoría femenina, la neerlandesa Marianne Vos venció en la prueba de ruta por delante de la alemana Trixi Worrack y la británica Nicole Cooke. En la prueba contrarreloj, la vencedora fue la estadounidense Kristin Armstrong; segunda la suiza Karin Thürig y tercera, otra estadounidense, Christine Thorburn.

### Octubre
El mes de octubre arrancó con el Campeonato de Zúrich el día 1, en el cual venció el español Samuel Sánchez, que entró destacado en meta. Stuart O'Grady y Davide Rebellin finalizaron segundo y tercero, respectivamente.
El día 8 se celebró la París-Tours, clásica en la que se impuso el francés Frédéric Guesdon.
El Giro de Lombardía cerró la temporada del UCI ProTour el día 14. Paolo Bettini terminó un año lleno de éxitos con la victoria en el monumento italiano. Samuel Sánchez finalizó segundo y Fabian Wegmann, tercero.
Alejandro Valverde fue proclamado vencedor de la edición 2006 del UCI ProTour, seguido de Samuel Sánchez y Frank Schleck. El Team CSC danés se impuso en la clasificación por equipos.

### Diciembre
- Datos: Q2814136
- Multimedia: 2006 in cycling (sport) / Q2814136